# Gheorghe Chintezanu
Gheorghe Chintezanu a fost primar al municipiului Cluj-Napoca în perioada 1946 - 1952.